# Лемурия (фестивал)
Лемурия или Лемуралия (на латински: Lemuria; Lemuralia) са религиозни празници на мъртвите в Древен Рим, които се празнуват на 9 ноември и 11 май и 13 май и са наречени на мъртвите духове, Larvae/Lemures. Лемуриите са изпълнени със страх от духове, храмовете са затворени, сватби не се провеждат.